# Бригадирівка (Дубенський район)
Бригади́рівка — село в Україні, у Козинській сільській громаді Дубенського району Рівненської області. Населення становить 398 осіб.

## Географія
Селом тече річка Пляшівка.

## Історія
Село засноване 1560 року.
Раніше називалося Жабокрики.
7 (20) листопада 1917 року, відповідно до Третього Універсалу Української Центральної Ради, увійшло до складу Української Народної Республіки.
12 червня 2020 року, відповідно до розпорядження Кабінету Міністрів України № 722-р від «Про визначення адміністративних центрів та затвердження територій територіальних громад Рівненської області», увійшло до складу Козинської сільської громади Радивилівського району.
19 липня 2020 року, в результаті адміністративно-територіальної реформи та ліквідації Радивилівського району, село увійшло до складу Дубенського району.
22 червня 2023 року рішенням Національної комісії зі стандартів державної мови віднесено до списку населених пунктів, які «можуть не відповідати лексичним нормам української мови», зокрема стосуватися «російської імперської чи колоніальної політики». Громаді рекомендовано обґрунтувати доцільність збереження поточної назви або запропонувати нову назву в установленому законодавством порядку.

## Відома особа
- Сова Іван Васильович — український військовик, учасник російсько-української війни, старший солдат 80-ї окремої аеромобільної бригади. Загинув під час боїв біля Луганського аеропорту.[5]